# Flatpak
Flatpak este un utilitar pentru instalarea programelor și gestionarea de pachete pentru Linux.